# Ovatus lycopi
Ovatus lycopi är en insektsart som först beskrevs av Nevsky 1929.  Ovatus lycopi ingår i släktet Ovatus och familjen långrörsbladlöss. Inga underarter finns listade i Catalogue of Life.